# 安田善雄

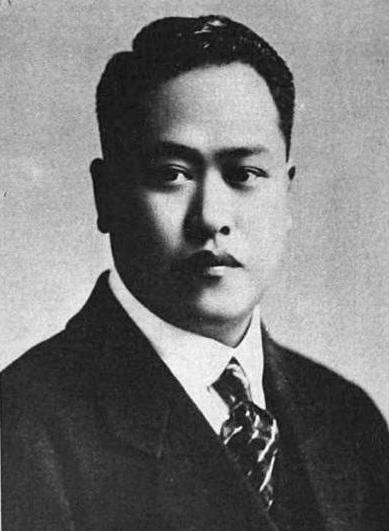
安田善雄

安田 善雄（やすだ よしお、1888年（明治21年）11月9日 - 1923年（大正12年）9月3日）は、日本の実業家。保善社理事や、第三銀行頭取、東京建物社長などを務めた。安田善次郎の子。

## 人物・来歴
初代安田善次郎の四男・小六郎として生まれ、2歳で安田眞之助の養子となり家督を相続した。1919年第三銀行頭取、東京建物社長。東京火災保険社長、安田銀行監査役、桂川電力監査役、安田商事監査役等も歴任した。1921年には保善社の理事に就任したが、1923年の関東大震災において本所区本所横網（現墨田区横網）の安田家本邸で火災に巻き込まれ、震災翌日の9月2日に妻子の焼死体とともに発見され、陸軍軍医学校に搬送されたが3日に死去した。享年36。同居していた兄の安田善五郎一家は無事だった。

## 親族
父は初代安田善次郎。2代目安田善次郎や安田善五郎は兄。妻文は渡邊廉吉の五女。相婿に佐々木政吉、赤司鷹一郎。